# Murchison (Texas)
Pour les articles homonymes, voir Murchison.
La ville américaine de Murchison est située dans le comté de Henderson, dans l’État du Texas. Sa population s’élevait à 594 habitants lors du recensement de 2010.

## Source
- (en) Cet article est partiellement ou en totalité issu de l’article de Wikipédia en anglais intitulé « Murchison, Texas » (voir la liste des auteurs).